# DualDisc

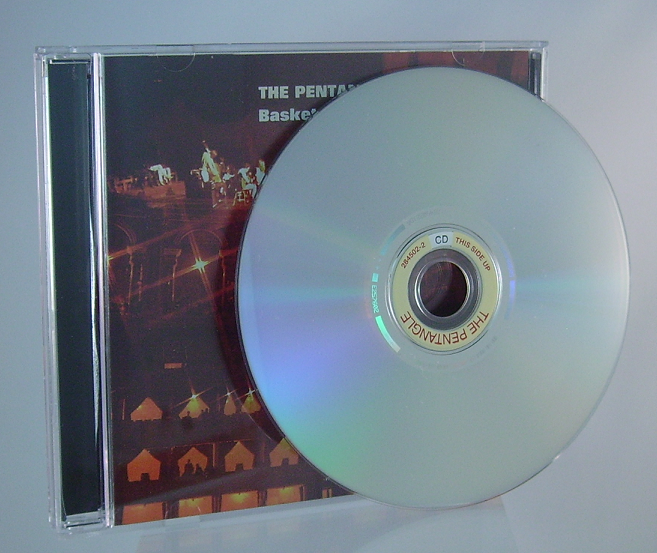
DualDiscの一例

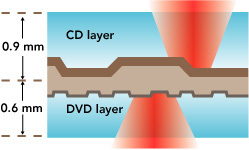
DualDiscの仕組み

DualDiscとは、音楽ディスクの規格の一つであり、片面がCD、もう片面がDVDとなっている。このため、CD面には各トラックを収録しつつも、DVD面にはサラウンド音声や映像特典などを収録することができる。
この規格は2003年の時点でAOLタイムワーナーがソニーの協力を得て導入を計画していると報じられており、2004年8月24日の「National Association of Recording Merchandisers (NARM)」にて、アメリカ合衆国のレコード会社5社（EMIミュージック、Sony BMG Music Entertainment、Universal Music Group、Warner Music Group、5.1 Entertainment Group/Silverline Records）によるコンソーシアムという団体によって発表され、同年10月から発売された。
発売に先駆けて行われたテストマーケティングの評判は上々だった。また、ソニーは2005年29月22日におこなった経営方針説明会の中で、2月から北米でDualDiscを発売して以来、すでに400万枚を売り上げたと主張している。
その一方、日本のニュースサイト「CDジャーナル」の2005年12月の記事によると、普及しているのは北米だけであり、欧州や日本ではあまり広まっていないという。そのひとつとして、CDとDVDを貼り合わせただけのような粗悪品の存在を挙げており、時がたつにつれて改善はなされているとはいえ、製品に高い完成度を求める日本人の気質には合わないだろうと指摘している。実際、DualDiscとして発売された作品であっても、日本向けのバージョンにおいてはCDとDVDを分けて収録した例もあったという。
また、CD面の厚さは本来のCDよりも若干薄くなっており、CDの規格に準拠していない。このため、DualDiscのパッケージにはすべてのCDプレイヤーで再生できるわけではないと記されており、日本国内のオーディオプレイヤーメーカーからも注意喚起がなされている。「CDジャーナル」はこれも日本における普及の障壁の一つとして取り上げ、すでに動作不良例が存在するほか、カーステレオ等のスロットローディング式のプレイヤーではディスクが厚すぎて再生できないと指摘している。DVDの企業連合であるDVDフォーラムも、2004年10月に開かれた説明会「DVD Forum Japan Conference 2004」の中で、自分たちが作った規格ではないことを主張しており、DVDの部分に対するロゴ発行はするものの、問い合わせは音楽業界に行ってほしいと話している。